# Processus de Galton-Watson
Le processus de Galton-Watson (ou processus de Bienaymé-Galton-Watson) est un processus stochastique permettant de décrire des dynamiques de populations. C'est un cas particulier de processus de branchements.

## Historique

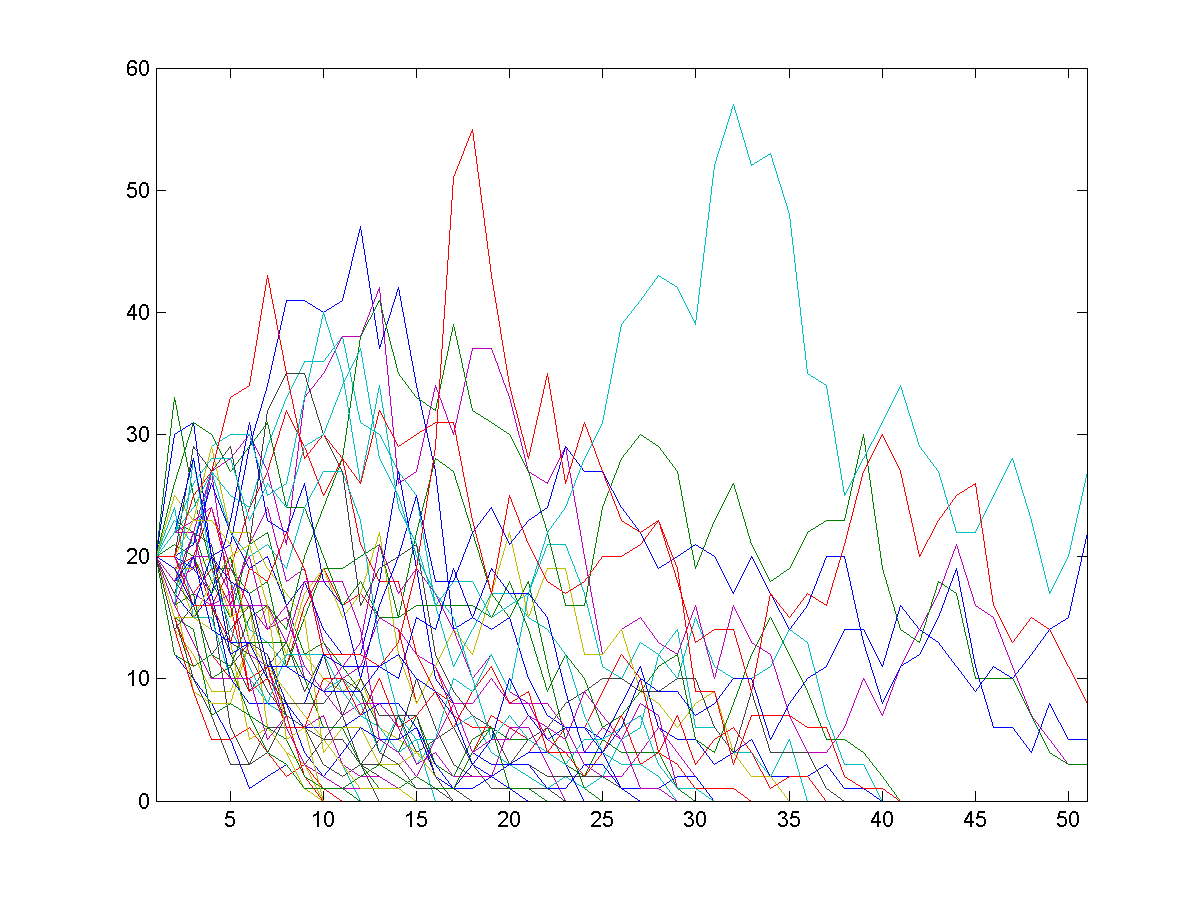
graphique représentant le processus de Galton-Watson

À l'origine, ce modèle a été introduit par Bienaymé en 1845 et indépendamment par Galton en 1873 en vue d'étudier la disparition des patronymes.
Supposons que chaque adulte mâle transmette son patronyme à chacun de ses enfants. Supposons également que le nombre d'enfants de chaque homme soit une variable aléatoire entière (et que la distribution de probabilité soit la même pour tous les hommes dans une lignée). Alors, un patronyme dont les porteurs ont un nombre d'enfant strictement inférieur à 1 en moyenne est amené à disparaître. Inversement, si le nombre moyen d'enfants est supérieur à 1, alors la probabilité de survie de ce nom est non nulle et en cas de survie, le nombre de porteurs du patronyme connaît une croissance exponentielle.

## Formulation générale
On suppose l'existence d'une population d'individus qui se reproduisent de manière indépendante. Chaque  individu i donne naissance à {\displaystyle X_{i}} individus et meurt. On suppose que les {\displaystyle X_{i}} sont des variables aléatoires indépendantes à valeurs entières suivant la distribution {\displaystyle p=\left(p_{k}\right)_{k\in \mathbb {N} }.} Par exemple,
- si, avec probabilité {\displaystyle p_{0}=\mathbb {P} (X_{i}=0),} {\displaystyle X_{i}=0,}  alors l'individu i meurt sans se reproduire ;

- si, avec probabilité {\displaystyle p_{1}=\mathbb {P} (X_{i}=1),} {\displaystyle X_{i}=1,}  alors il y a un remplacement un-pour-un de l'individu i ;

- etc.

Notation — La fonction génératrice {\displaystyle \varphi ,} associée à la distribution de probabilité {\displaystyle p=\left(p_{k}\right)_{k\in \mathbb {N} },} définie par :
est d'une importance particulière dans la discussion des résultats essentiels sur les processus de Galton-Watson.

## Paramètre critique et classification des processus de Galton-Watson
Notons {\displaystyle Z_{n}} la taille de la population à la n-ème génération. On suppose souvent que la population possède un seul ancêtre, ce qui se traduit par 
Le nombre
désigne le nombre moyen d'enfants d'un individu typique de la population considérée. L'évolution de la taille moyenne de la population est gouvernée par la formule de récurrence suivante, conséquence de la formule de Wald :
d'où il résulte que
Définition — Si, à partir d'un certain rang, tous les termes de la suite  {\displaystyle \left(Z_{n}\right)_{n\geq 0}} sont nuls, on dit qu'il y a extinction de la population.
Classification des processus de Galton-Watson — Il existe deux régimes séparés par une valeur critique du paramètre {\displaystyle m}:
- Si m < 1, le processus de Galton-Watson est dit sous-critique. L'extinction de la population se produit avec probabilité 1  ;

- Si m > 1, le processus de Galton-Watson est dit sur-critique. Alors la probabilité de survie de ce nom est non nulle (la probabilité d'extinction est inférieure strictement à 1). En cas de survie, le nombre de porteurs du patronyme connaît une croissance exponentielle.

- Si m = 1, alors le processus de Galton-Watson est dit critique. Son comportement est plus complexe et sera discuté dans la suite.

## Notation de Neveu
La notation de Neveu permet de décrire rigoureusement l'évolution de la population à l'aide d'un arbre planaire enraciné, qui est en fait l'arbre généalogique de cette population. Cet arbre planaire enraciné peut être décrit de manière non ambigüe par la liste de ses sommets, chacun désigné par une suite finie d'entiers, qui sont les positions, au sein de leur fratrie, des ancêtres (ou ascendants) de ce sommet : le sommet 2|4|3 désigne le 3e fils du 4e fils du 2e fils de l'ancêtre (l'ancêtre étant lui-même désigné par la suite vide, notée {\displaystyle \emptyset }). Par convention, l'ancêtre est le sommet initial de l'arête racine, et le sommet final de l'arête racine est le fils ainé de l'ancêtre : en tant que tel, il est donc noté 1. La longueur de la suite associée à un sommet est la hauteur (ou la profondeur) du sommet, i.e. la distance entre ce sommet et le début de la racine, qui représente l'ancêtre : en filant la métaphore, un sommet de hauteur n représente un individu appartenant à la n-ème génération de la population fondée par l'ancêtre.  Les 5 arbres à 3 arêtes :

sont ainsi décrits par les 5 ensembles de mots
Avec cette notation, un arbre planaire encode commodément une réalisation de processus de Galton-Watson avec extinction : cet arbre est alors appelé arbre de Galton-Watson. Rien ne s'oppose à définir un arbre planaire infini à l'aide de la notation de Neveu, ce qui permet d'encoder les réalisations de processus de Galton-Watson où la population ne s'éteint pas. 
L'arbre de la figure ci-contre correspond à une suite de variables aléatoires {\displaystyle X_{i},} ainsi définies :

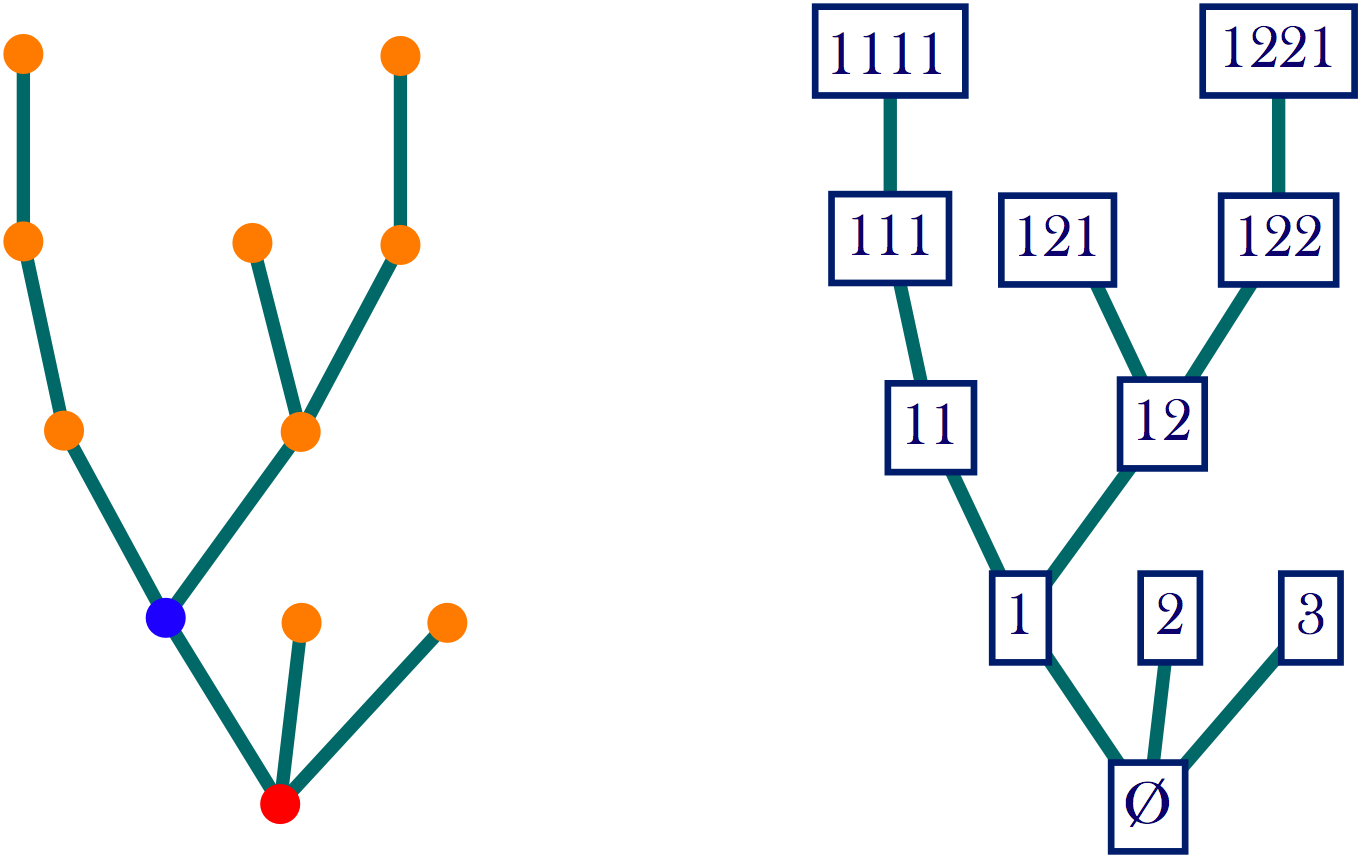
Notation de Neveu pour les sommets d'un arbre planaire.

Ainsi, un processus de Galton-Watson peut-être vu comme une fonctionnelle déterministe d'une famille  {\displaystyle \left(X_{i}\right)_{i\in \mathbb {N} ^{\star }}} de variables aléatoires indépendantes et de même loi  {\displaystyle p=\left(p_{k}\right)_{k\in \mathbb {N} },} la variable {\displaystyle X_{i}} désignant la progéniture de l'individu i (le nombre d'enfants auxquels il donne naissance en mourant). Ici {\displaystyle \mathbb {N} ^{\star }} désigne l'ensemble (dénombrable) des suites d'entiers de longueurs finies (éventuellement de longueur nulle dans le cas de {\displaystyle \emptyset }) :
Certaines variables aléatoires de la suite {\displaystyle \left(X_{i}\right)_{i\in \mathbb {N} ^{\star }}} n'ont pas d'influence sur le processus de Galton-Watson : dans l'exemple ci-contre,  {\displaystyle X_{4}} ou  {\displaystyle X_{126}} n'ont pas d'importance car l'ancêtre a strictement moins de 4 enfants ({\displaystyle X_{\emptyset }=3}) et l'individu 12 a strictement moins de 6 enfants ({\displaystyle X_{12}=2}). De même les progénitures des individus de la 5e génération (les {\displaystyle X_{i}} correspondant aux suites i de longueur 5) n'influencent pas cette réalisation du processus de Galton-Watson, car la population s'éteint à la 4e génération ({\displaystyle X_{1111}=X_{1221}=0}).

## Étude fine de la taille des générations
Notons {\displaystyle \varphi _{n}} la fonction génératrice de la variable aléatoire {\displaystyle Z_{n},} définie par
Posons 
où les Xi sont des variables aléatoires indépendantes, toutes de loi {\displaystyle p} ; {\displaystyle p^{\star k}=\left(p_{\ell }^{\star k}\right)_{\ell \geq 0}} est la k ème puissance de convolution de la loi {\displaystyle p.}
En vertu de la propriété de composition des fonctions génératrices, on a la relation suivante :
- La relation de récurrence sur l'espérance de {\displaystyle Z_{n},}

découle alors de la formule de dérivation des fonctions composées.
- À l'aide de la relation de récurrence fondamentale, on trouve aussi, le cas échéant, une formule de récurrence pour la variance de {\displaystyle Z_{n}.}
- La démonstration de la formule de récurrence fondamentale montre aussi (modulo quelques modifications) que la suite {\displaystyle (Z_{n})_{n\geq 0}} est une chaine de Markov dont la matrice de transition {\displaystyle \left(p_{i,j}\right)_{i,j\geq 0}} est définie par {\displaystyle p_{k,\ell }\,=\,p_{\ell }^{\star k}.}

### Cas sur-critique
Dans le cas sur-critique, la taille de la population croît à vitesse exponentielle sur un ensemble assez large.
Théorème — Si la loi de la progéniture est intégrable, de moyenne m>1, alors il existe une variable aléatoire M telle que, presque sûrement,
Si, de plus, la loi de la progéniture est de carré intégrable, alors {\displaystyle \mathbb {P} (M>0)>0.} Par ailleurs, {\displaystyle {\dfrac {Z_{n}}{m^{n}}}} converge  vers M dans L2.
Des résultats plus précis peuvent être obtenus grâce au théorème de Kesten-Stigum,.
Ainsi, presque sûrement, {\displaystyle m^{n}M(\omega )} est une bonne approximation, au premier ordre, du nombre {\displaystyle Z_{n}(\omega )} d'individus de la génération {\displaystyle n,}  du moins sur l'ensemble {\displaystyle \{\omega \in \Omega \,|\,M(\omega )\ >\ 0\},} ensemble qui a une probabilité non nulle.

### Un calcul explicite
Il y a assez peu d'exemples où la formule de récurrence fondamentale conduit à un calcul explicite de {\displaystyle \varphi _{n}.} L'exemple le plus connu est celui où la loi de reproduction est un mélange de masse de Dirac en 0 et de loi géométrique, 
d'espérance
Cela correspond exactement aux fonctions génératrices {\displaystyle \varphi } qui sont des homographies :
D'après la classification des homographies en fonction du nombre de points fixes, l'homographie {\displaystyle \varphi }  est conjuguée à des applications dont les itérées se calculent simplement, à savoir à {\displaystyle x\ \rightarrow \ x/m} dans les cas non critiques (deux points fixes, 1 et {\displaystyle {\tfrac {\alpha }{1-p}}}) et à {\displaystyle x\ \rightarrow \ x+c} dans le cas critique (un point fixe double, 1).

#### Cas non critique
Dès que {\displaystyle \alpha \neq 1-p,} on trouve, par diagonalisation d'une application linéaire associée à l'homographie {\displaystyle \varphi ,}
ce qui entraine
et conduit à un calcul explicite de {\displaystyle \varphi _{n}.}

#### Cas critique
Le cas {\displaystyle \alpha =1-p} est le cas critique {\displaystyle m=1.} On trouve, toujours en raisonnant sur une application linéaire (non diagonalisable) associée à l'homographie {\displaystyle \varphi ,}
donc
Finalement  {\displaystyle \varphi _{n}} est une homographie :
ce qui correspond au choix de paramètres {\displaystyle (\alpha _{n},p_{n})} suivant :
Ici T désigne la date d'extinction, i.e. le numéro de la première génération vide.

## Probabilité d'extinction

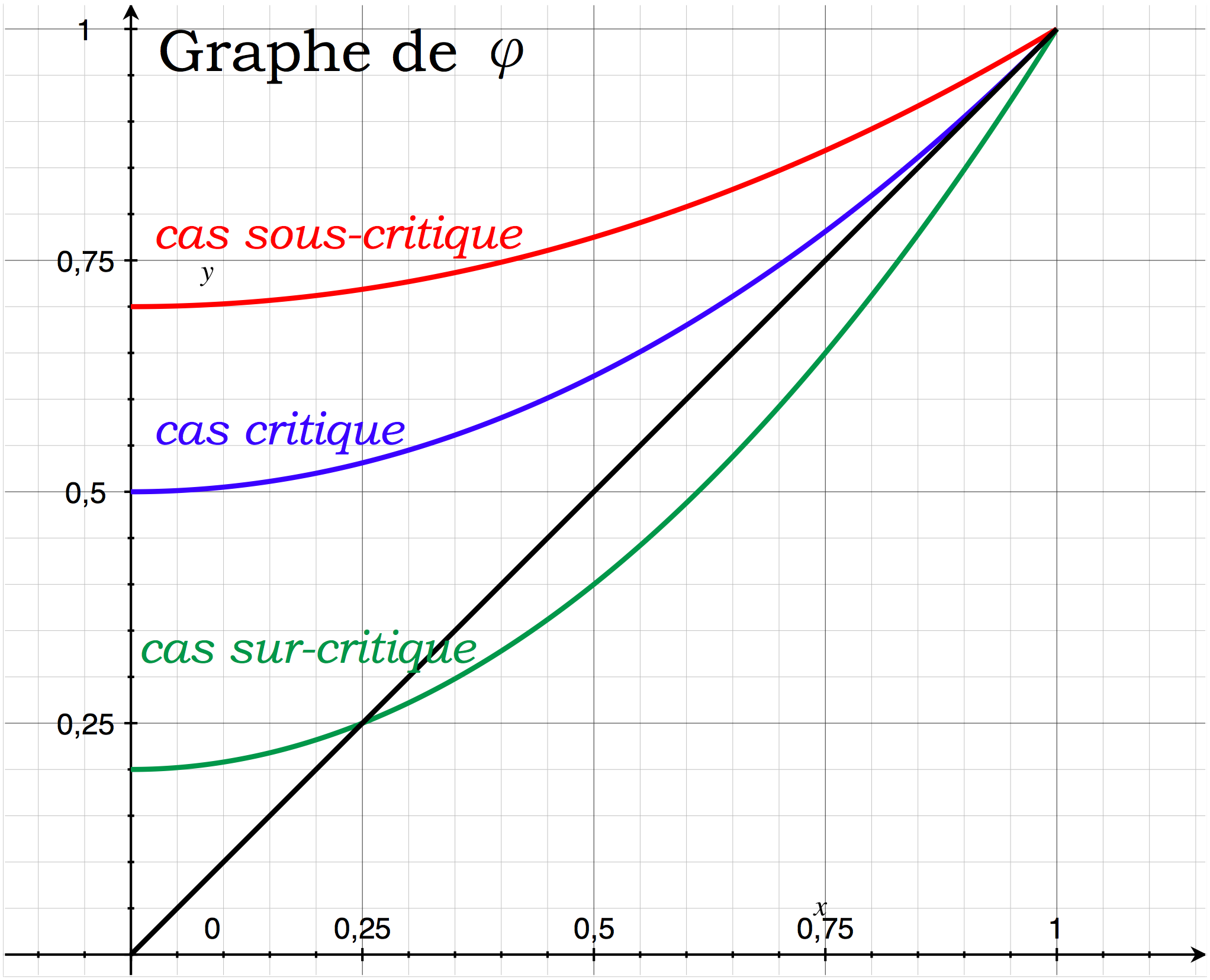
Probabilité d'extinction (respectivement 0.25, 1 et 1) pour successivement égal à 0,2 (cas surcritique), 0,5 (cas critique), 0,7 (cas sous-critique).

Théorème — La probabilité d'extinction {\displaystyle \mathbb {P} ({\mathcal {E}})} d'un processus de Galton-Watson dont la distribution de la progéniture est {\displaystyle p=\left(p_{k}\right)_{k\in \mathbb {N} },} est la plus petite solution, dans l'intervalle [0,1],  de l'équation :
Comme {\displaystyle \varphi } est une série entière  de rayon de convergence au moins égal à 1, à coefficients positifs ou nuls, {\displaystyle \varphi } est convexe (et même strictement convexe si p0+p1<1), et indéfiniment dérivable sur l'intervalle ]0,1[, et possède donc au plus 2 points fixes dans l'intervalle [0;1], sauf si {\displaystyle \varphi (s)\equiv s.} Un théorème analogue concernant les cartes planaires aléatoires (une généralisation naturelle des arbres aléatoires) a été démontré en 2007.
- si {\displaystyle \varphi (s)\equiv s,} le théorème dit que la probabilité d'extinction {\displaystyle \mathbb {P} ({\mathcal {E}})} est nulle. Cela peut être vu directement sans difficulté, car {\displaystyle \varphi (s)\equiv s} équivaut à {\displaystyle p_{1}=1,} ce qui entraine immédiatement que chaque génération est constituée d'exactement un individu ;
- plus généralement, si {\displaystyle p_{0}=0,} 0 est point fixe, donc, d'après le théorème, {\displaystyle \mathbb {P} ({\mathcal {E}})} est nulle (on pouvait le voir directement, puisque, en ce cas, chaque individu de la population a au moins un enfant)  ;
- si {\displaystyle p_{0}+p_{2}=1,} les deux points fixes sont 1 et {\displaystyle p_{0}/p_{2},} donc, comme on pouvait s'y attendre, la probabilité d'extinction vaut 1 si {\displaystyle p_{0}\geq p_{2},} et vaut moins que 1 (en fait {\displaystyle \mathbb {P} ({\mathcal {E}})=p_{0}/p_{2}}) si {\displaystyle p_{0}<p_{2}.} Ici, la valeur de {\displaystyle \mathbb {P} ({\mathcal {E}})} est difficile à calculer directement, sans utiliser le théorème. La figure ci-contre montre plusieurs valeurs de  {\displaystyle p_{0},} et la probabilité d'extinction correspondante.

Plus généralement
Théorème — 
On distingue 3 cas :
- Cas souscritique (m<1). La probabilité d'extinction {\displaystyle \mathbb {P} ({\mathcal {E}})} vaut 1.
- Cas critique (m =1). La probabilité d'extinction {\displaystyle \mathbb {P} ({\mathcal {E}})} vaut 1, sauf si {\displaystyle p_{1}=1,} et, dans ce dernier cas, la probabilité d'extinction est nulle.
- Cas surcritique (m>1). La probabilité d'extinction {\displaystyle \mathbb {P} ({\mathcal {E}})} est strictement inférieure à 1 (et est le plus petit point fixe de φ dans l'intervalle [0;1]).

Le comportement du processus de Galton-Watson dans les cas sous-critique et surcritique correspond à l'intuition. Par contre, le comportement du processus de Galton-Watson dans le cas critique aléatoire (l'extinction est certaine) est radicalement différent  du comportement du processus de Galton-Watson dans le cas critique déterministe (chaque individu a exactement un enfant et l'extinction est impossible).

## À voir aussi